# Очеретувате (Зайцівська сільська громада)
Очеретува́те — село в Україні, у Зайцівській сільській територіальній громаді Синельниківського району Дніпропетровської області. Населення за переписом 2001 року становить 13 осіб. Орган місцевого самоврядування — Зайцівська сільська рада.

## Історія
12 червня 2020 року, відповідно до розпорядження Кабінету Міністрів України № 709-р від «Про визначення адміністративних центрів та затвердження територій територіальних громад Дніпропетровської області», увійшло до складу Зайцівської сільської громади.
19 липня 2020 року, в результаті адміністративно-територіальної реформи та ліквідації   Синельниківського (1923—2020) району, село увійшло до складу новоутвореного Синельниківського району.

## Географія
Село Очеретувате знаходиться на відстані 2 км від сіл Зайцеве і Красне. Поруч проходить залізниця, станція Зайцеве за 2 км.

## Населення

### Мова
Розподіл населення за рідною мовою за даними перепису 2001 року:
| Мова       | Кількість | Відсоток |
| ---------- | --------- | -------- |
| російська  | 7         | 53.85%   |
| українська | 6         | 46.15%   |
| Усього     | 13        | 100%     |

## Інтернет-посилання
- Погода в селі Очеретувате